# Pampamarca (distrito da União)
O Distrito peruano de Pampamarca é um dos onze distritos que formam a Província de La Unión, situada no Departamento de Arequipa, pertencente a Região Arequipa, Peru.

## Transporte
O distrito de Pampamarca não é servido pelo sistema de estradas terrestres do Peru.